# BioShock Infinite
BioShock Infinite — відеогра у жанрі шутеру від першої особи, розроблена Irrational Games і видана 2K Games на платформах Microsoft Windows, PlayStation 3 та Xbox 360 у березні 2013 року; версії для OS X і Linux були видані 29 серпня 2013 і 17 березня 2015, відповідно. Infinite стала третьою частиною у серії BioShock, і хоч вона прямо не пов'язана з сюжетом попередніх ігор BioShock, однак має схожі ідеї геймплею і теми. Кен Левін, креативний директор і співзасновник Irrational Games, побудував гру на історичних подіях на зламі XX століття, таких як Всесвітня виставка 1893 року, і концепції американської винятковості, водночас черпаючи натхнення з більш сучасних подій, зокрема, з руху «Occupy».
Дії гри відбуваються у 1912 році, тоді як протагоністом постає Букер Девітт, колишній агент детективного агентства Пінкертон, відправлений до повітряного міста Колумбія для пошуку молодої дівчини Елізабет, яку тримали там у полоні більшу частину її життя. Хоч Букер і врятовує Елізабет, двоє стають втягнутими у боротьбу між ворогуючими фракціями міста: натівистами і елітистами «Засновниками», котрі керують Колумбією і прагнуть зберегти її привілеї для білих американців, та «Гласом народу», повстанцями з підпілля, які представляють нижчий клас міста. Під час цього конфлікту Букер дізнається, що Елізабет володіє дивними можливостями — має змогу маніпулювати «розривами» у тканині простору-часу, котрими наповнена Колумбія, і пізніше виявляє, що дівчина є ключем до темних таємниць міста.
Протягом Infinite гравець грає за Букера Девітта з підтримкою Елізабет, яка керується ігровим штучним інтелектом. Як і у попередніх частинах BioShock, гравець використовує комбінацію зброї, «Спорядження» з унікальними атрибутами і психокінетичних здібностей від «Плазмідів». Здібності Елізабет також можуть бути застосовані проти ворогів. На відміну від обмеженого простору підводного міста Вознесіння, відкритість Колумбії дає більш динамічні сутички, включаючи бої на «Аеротрасах», рейковій системі типу американських гірок. Завантажуваний контент для гри включає доповнення Burial at Sea, що зв'язує сюжет Infinite з першою BioShock.

## Ігровий процес
Як BioShock і BioShock 2, BioShock Infinite є шутером від першої особи з рольовими елементами. На відміну від обмежених просторів Вознесіння в двох попередніх іграх, середовище Колумбії забезпечує більшу динамічність бойових завдань в Infinite. Гравець повинен пройти Колумбію, використовуючи зброю і різноманітні пристрої для виконання завдань. Гравець може нести тільки два види зброї, в той же час може збирати інші види зброї і боєприпасів з переможених ворогів або в випадкових місцях по всьому місту. На додаток до його здоров'я, Букер також оснащений щитом. При пошкодженні щит відновлюється після декількох секунд, в той час як здоров'я може бути відновлено за допомогою аптечки або продуктів харчування. Якщо Букер вмирає, гравець відроджується в безпечній зоні, але втрачає невелику кількість грошей.
Букер частково відновлює здоров'я і боєприпаси, в той час як місцеві вороги також частково виліковуються. Гравець може оговтатися від смерті багато разів, але тоді він втратить всі свої гроші. Букер отримує сили і здібності через «Енергетики», «Спорядження» і «Еліксири», розкидані по всій Колумбії. «Енергетики», еквівалент плазмідів з BioShock, дають такі здібності, як створення електрошоку або контроль машини/людини. «Енергетики» потребуєть солі, що є еквівалентом сироватки ЕВА з BioShock, для посилення можливостей. Солі можуть бути знайдені по всій Колумбії і також надаються в разі смерті. Носіння «Спорядження» дає пасивні здібності, які можуть поліпшити міцність або стійкість до пошкоджень гравця, аналогічні функції в BioShock мають «Тоніки». Кожна частина обладнання потрапляє в один з чотирьох конкретних слотів: капелюх, сорочка, черевики і штани. Тільки одна частина може бути прикріплена до слота в один і той же час; додаткові частини можуть зберігатися в інвентарі гравця. «Еліксири» дають можливість постійного підвищення здоров'я, солей гравця або щита.
У деяких пунктах сюжету гравець буде змушений зробити вибір для того, щоб продовжити, причому кожен вибір робить незначні зміни сюжету. Наприклад, в розіграші на початку гри Букер виграє, у той час як розіграш є прикриттям для публічного побиття камінням міжрасової пари. Як нагороду за перемогу, Букер отримує найперший кидок, і гравець отримує вибір: кинути в пару або в диктора. Якщо гравець обирає другий варіант, пара з'являється пізніше, щоб подякувати йому за пощаду.
Букер може рухатися по Колумбії пішки і використовуючи «Аеротраси» (англ. Sky-Line), рейкову систему типу американських гірок. «Аеротраси» призначаються для переміщення вантажів по всій Колумбії, але Букер пізніше використовує її як особистий транспорт. Гравець знаходить «Аерогак» (англ. Sky-Hook), що кріпиться до зап'ястя, після чого Букер і вороги можуть пересуватися по системі. Гравець може перестрибувати з однієї гілки на ішну в будь-який час і зіткнутися з ворогами, які користуються «Аеротраси», а також перестрілюватися з ними. Свобода пересування по «Аеротрасам» надає кілька видів бою: бокову атаку, приховану, і атаку по області дії через розумне застосування системи. Букер може також зістрибнути з «Аеротраси» і вдарити ворога своїм «Аерогаком»; в той же час на землі він може використати його як зброю ближнього бою.
Після того, як гравець возз'єднується з Елізабет, він повинен співпрацювати з нею, щоб втекти з Колумбії. Гравець не контролює Елізабет, але замість цього вона реагує на гравця і поточну ситуацію в манері, подібній до АІ «Режисера» в Left 4 Dead. На відміну від BioShock, де перед гравцем стоїть завдання по захисту сестрички під час її супроводження, Елізабет не вимагає ніякого захисту і може подбати про себе в бою. У той час як гравець б'ється, Елізабет сканує область на предмет наявності матеріалів, таких як патрони, аптечки, солі та інших предметів, і кидає їх Букер у міру необхідності. Вона також може використовувати свої здібності відкриття «розривів», щоб допомогти гравцеві, в результаті чого можна отримати зброю, здоров'я, солі, деталі на будівлях або землі, такі як виступ на будівлі і автоматизовані оборонні одиниці. Тільки один розрив може бути відкритий в один і той же момент, що змушує гравця робити вибір між доступними розривами, щоб полегшити бій. Елізабет також має можливість зламувати замки, використовуючи свою шпильку. Проте, вона вимагає відмичок, які можна знайти по всій Колумбії, щоб відкрити двері або сейфи, які зберігають цінні або приховані елементи.
Вивчаючи Колумбію, гравець і Елізабет можуть знайти різні корисні предмети, такі як готівкові гроші, продукти харчування, медичні комплекти, боєприпаси і солі. Торгові автомати, які розкидані по всій Колумбії, можуть бути використані для покупки припасів, потужних апгрейдів для зброї і «Енергетиків». Доступні додаткові побічні місії, де гравець повинен розблокувати сейфи або декодувати приховані шифри; їх завершення нагороджує Букера припасами, аудіо-журналами «Голософони» або модернізуючимі настоями.
Гравець виступає проти різних ворогів, які діляться на три типи: звичайні і важкі супротивники та звичайні охоронні автомати. Звичайні супротивники — це вороги, які складаються з декількох різних людських сил і представляють «Засновників» і «Глас народу». Важкі супротивники — більш грізні вороги, які поєднані з «Засновниками» і виступають міні-босами протягом всієї гри, вимагаючи нової тактики від гравця; в їх число входять: Пожежник і Фанатик Леді, які живляться від «Енергетиків», важко броньований Звір, потужний роботичний монстр Механік, автоматичний Механічний Патріот з колінчастим кулеметом, і Мовчазні хлопчики, які можуть виявити ворожу фігуру. «Глас народу» також володіє своїми версіями Пожежника, Звіра і Механічного Патріота. Звичайні охоронні автомати — це збройні машини, які розкидані по всій Колумбії і діють як системи захисту безпеки для міста. Це переважно гармати, автоматичні ракетниці і літаючі москіти.
Після завершення гри на легкому, середньому або важкому рівні складності, розблоковується «Режим „1999 рік“», в якому складність гри значно збільшується. Вороги стають набагато жорсткішими, навігаційна допомога гравцю зникає, а управління ресурсами стає більш важливим для виживання; складність не може бути змінена під час гри. Крім того, в цьому режимі на відродження після смерті витрачається більше грошей; якщо Букер вмирає з менш ніж $100, гра закінчується, і гравець відправляється назад в головне меню, де може потрапити через останнє автозбереження до місця, де він загинув. Як альтернатива, «Режим 1999» може бути просто розблокований шляхом введення секретного коду — Коду Konami — в головному меню. Цей режим виходить від System Shock 2, відео-ігри, розробленої Irrational Games в 1999.Синопсис

### Місце подій
Дії гри відбуваються у 1912 році в Колумбії — названому на честь жіночого уособлення Сполучених Штатів — вигаданому повітряному місті, яке тримається в небі за допомогою гігантських дирижаблів, повітряних куль, реакторів, пропелерів і, переважно, «квантовій левітації». Місто Колумбія було засноване самопроголошеним пророком Закарі Хейл Комстоком, котрий використав свої зв'язки у Конгресі, щоб американський уряд побудував його. Уряд передбачував Колумбію, як літаючу всесвітню виставку і показ світові успіх американської винятковості. Місто було запущене з великою помпою під тріумфування захопленої публіки на Всесвітній виставці у 1893 році, і пізніше було скеровано до далеких берегів, подорожуючи від континенту до континенту.
Спочатку місто розглядалося як гордість Сполучених Штатів, але з часом, між Колумбією і американським урядом почала зростати напруженість. У 1901 році, супроти волі уряду, Колумбія жорстоко і по-звірячому поклала край Боксерському повстанню у Пекіні. Ця подія засвідчила місто, як добре озброєний повітряний лінкор, здатний завдавати руйнування по всьому світу. Згодом, американський уряд почав вимагати повернення Колумбії до суверенного ґрунту. У відповідь, Колумбія відокремилася від Сполучених Штатів і зникла у хмарах, незабаром втративши своє розташування для всіх інших. Будучи вільним від зовнішніх впливів, тепер Комсток мав повний контроль над містом, перетворюючи його з повітряної всесвітньої виставки на теократичну поліцейську державу.
Під керівництвом Комстока, Колумбія стала войовничим псевдо-християнським утопічним суспільством, яке шанувало його як божественну пророчу фігуру і Батьків-засновників США як релігійних фігур. Не зважаючи на удавані утопічні екстер'єри, незабаром виявилося, що Колумбія є прихованою антиутопією. У місті були дуже поширені інституційний расизм і елітарність, тоді як перевага білих у вищих і середніх класах була зазначена урядом як закон. Попри поштовхи расової гігієни, люди з меншин доставлялися до міста як джерело дешевої робочої сили. Вони є нижчим класом Колумбії, і підпорядковані служити, здебільшого, як раби або обслуга. В результаті цього підпорядкування, меншини, в значній мірі, виконують чорну і важку працю без очевидної можливості для вертикальної мобільності. Расова сегрегація також дуже розповсюджена у місті, аж до того, що міжрасові пари стикаються з ризиком публічного побиття камінням.
До початку подій гри, расова напруженість зросла до тієї точки, коли Колумбія опинилася на межі громадянської війни, розпаленої між діючими «Засновниками» і повстанцями «Глас народу», двома фракціями з сильно-протиставленими ідеологіями. «Засновники», якими керує Комсток, переважаюча політична фракція і правителі Колумбії. Будучи правлячим класом, вони є ультра-націоналістичними расистами, котрі бажають залишити привілеї Колумбії лише для білих американців міста, заперечуючи ж те саме право для нетутешніх. «Глас народу», на чолі з Дейзі Фіцрой, анархо-комуністичний рух опору, який бореться за повернення прав колумбійського громадянства людям усіх рас і релігій. Однак, роки запеклої боротьби довели їх до сутичок з опонентами керуючись здебільшого сліпою ненавистю, наслідками якої стали більш жорстокі і звірячі методи.
На додаток до внутрішньої боротьби, Колумбія занапащена «розривами» у тканині простору-часу. Будучи результатом минулих наукових експериментів, «розриви» розкривають паралельні всесвіти і дозволяють взаємодіяти з ними Більшість з колумбійців споглядають на ці «розриви» лише з простою цікавистю, деякі індивідууми використали «розриви», щоб створити радикально нову зброю і технології, тоді як інші відтворили футуристичну музику і пісні, які почули з «розривів», привносячи елементи анахронізму до Колумбії 1912 року.
Як і у BioShock та BioShock 2, гравець може прослухати аудіо-журнали («Голософони») і подивитися кінематографічні уривки («Кінетоскопи»), котрі розширюють історію і природу Колумбії за межі тих подій, що відбуваються в грі. Не дивлячись на те, що події гри відбуваються до подій у перших двох іграх BioShock, питання про те, чи відбувається Infinite в тій же лінії часу, залишається відкритим.

### Персонажі
Гравець грає за протагоніста Букера Девітта, знеславленого члена детективного агентства Пінкертон, що емоційно страждає від актів насильства, які той здійснив під час бійні на Вундед-Ні. Зіткнувшись з підставними картковими боргами, його відправляють до Колумбії з завданням врятувати ув'язнену там з самого дитинства, молоду дівчину Елізабет, котра володіє можливістю відкривати «розриви». Її ув'язнення забезпечується Солов'єм — великою, роботичною птахоподібною істотою, яка є і її другом, і наглядачем. Соловей запрограмований відчувати зраду при спробі Елизабет втекти.
«Отець» Закарі Хейл Комсток, головний антагоніст, є засновником Колумбії і лідером еліти «Засновники», контролюючих місто. Комсток, якого колумбійці шанують як «Пророка», досяг свого впливу в місті через потужний культ особи, заснований на християнстві і батьках-засновниках США. «Глас народу», на чолі з Дейзі Фіцрой, є опозицією «Засновників». Фіцрой, спочатку працюючи покоївкою у домі Комстока, втекла після того, як була звинувачена у вбивстві його дружини. Згодом після втечі, вона заснувала «Глас народу» і стала її лідером, через свою ненависть до дій «Засновників».
Роберт і Розалінд Лютеси — двоє таємничих індивідуумів, які спрямовують Букера до Колумбії і з'являються впродовж його подорожі. Хоча вони виглядають як близнюки, але насправді є однією персоною з двох різних всесвітів, котра зрозуміла, як спілкуватися і переступати крізь них. Розалінд виявляється тою, хто стояв за технологічними дивами, які підняли Колумбію у повітря.

#### Озвучення
| Актор              | Роль                |
| ------------------ | ------------------- |
| Трой Бейкер        | Букер Девітт        |
| Кортні Дрейпер     | Елізабет            |
| Кіфф Ванденхойвель | Закарі Хейл Комсток |
| Лора Бейлі         | Леді Комсток        |
| Кімберлі Брукс     | Дейзі Фіцрой        |
| Олівер Век'юр      | Роберт Лютес        |
| Дженніфер Хейл     | Розалінд Лютес      |

### Сюжет
У липні 1912 року, Роберт і Розалінд Лютеси разом з Букером Девіттом причалюють до острівця з маяком поблизу берегів штату Мен. З дорученням: «Приведи дівчисько і всі борги будуть прощені», Букер входить до маяка, що насправді служить ракетним силосом, який доставляє його до Колумбії.
Невдовзі, Букера починає переслідувати міська влада, коли на його руці знаходять шрам з ініціалами «А. Д.», що збігається з описом передвіщеного «Лжепророка», який викраде Елизабет і знищить Колумбію. Визволяючи дівчину з «Вежі агнця», у якій вона була ув'язнена усе своє життя, Букер ледве не гине від рук її утримувача, Солов'я. Діставшись до дирижабля, Букер обіцяє виконати мрію Елізабет: побачити Париж; коли вона розуміє, що вони відправляються до Нью-Йорка, аби покінчити з боргом Букера, плачуча дівчина вдаряє його по голові і він втрачає свідомість. Отямившись, Букер виявляє дирижабль під контролем Дейзі Фіцрой і «Гласу народу», котрі пропонують повернути його, якщо Букер відновить їм поставку зброї.
Після знаходження Елізабет, Букер стає її захисником. Елізабет демонструє свою здатність відкривати «розриви», але почуває себе стурбовано щодо шкоди на Букера, Колумбію та світ в цілому, завдану її змінами реальності. Розкритий «розрив» проводить їх у світ, де Букер є мучеником «Гласу народу», «жертвою», котра викликала відкриту війну між ними і «Засновниками». Фіцрой, зіткнувшись з «живим Букером» з альтернативної реальності і не сприйнявши цього, нацьковує на нього своїх поплічників, у спробі відновити бажаний стан речей. За допомогою Букера, Елізабет вбиває Фіцрой, щоб запобігти їй вбивству маленького хлопчика.
Намагаючись втекти на дирижаблі, їх атакує Соловей і вони знов опиняються у Колумбії. Йдучи далі, вони розгадують змову за заснуванням міста: Закарі Хейл Комсток попросив Лютесів збудувати пристрій «Сифон», який би стримував здібності Елізабет; Елізабет є прийомною донькою Комстока, котрій він планує передати владу після своєї смерті; також, Комсток спланував вбивство своєї дружини і Лютесів, щоб приховати правду. Після захоплення Елізабет Солов'єм, Букер переслідує їх, але не встигає і опиняється у майбутньому поруч з похилою Елізабет; вона пояснює, що так як Букер не спинив Солов'я, вона десятки років страждала від тортур і промивання мізків, продовжив справу Комстока і розпочавши війну проти світу. Пояснюючи, що Соловей завжди запобігав його попереднім спробам порятунку, Елізабет просить Букера спинити Солов'я і повертає його у 1912 рік.
Букер врятовує Елізабет, і пара переслідує Комстока на його дирижаблі. Комсток вимагає, щоб Букер розповів Елізабет про її минуле і відсутню фалангу мізинця; натомість, розгніваний Букер вбиває Комстока, заперечуючи, що знає щось про Елізабет. Контролюючи Солов'я, двоє відбивають атаку «Гласу народу» на дирижабль, і наказують Солов'ю знищити «Сифон». Коли Соловей, через сплеск енергії від знищення вежі, знов нападає на Букера, здібності Елізабет повністю прокидаються, дозволяючи їй відкрити «розрив» і перемістити їх у підводне місто Вознесіння. Букер і Елізабет матеріалізуються всередині міста, звідки споглядають як Соловей вмирає під тиском води.
Елізабет і Букер піднімаються на поверхню до маяка, де дівчина пояснює, що існує незлічена кількість альтернативних маяків і версій їхніх персон; вони перебувають в одній з нескінченних можливих реальностей. Елізабет показує 8 жовтня 1893 року, коли Роберт Лютес зустрівся з Букером, і від лиця Комстока запропонував, щоб той «віддав дівчинку і всі борги будуть прощені», маючи на увазі дитину Букера, Анну Девітт, ініціали якої випалені на його руці. Букер неохоче погоджується, але передумує і приходить у той момент, коли Комсток майже втікає через «розрив», який при закритті відсікає фалангу мізинця Анни. Комсток виховує Анну як свою власну дочку, Елізабет, а через епізод з мізинцем, вона існує у двох вимірах відразу, що дозволяє їй створювати «розриви» і пересуватися між ними. Роберт Лютес, відчуваючи злість за дії Комстока, переконав Розалінд допомогти йому перемістити Букера до реальності з Колумбією, щоб той врятував Елізабет.
Елізабет пояснює, що Комсток залишиться живим у альтернативних всесвітах, адже Лютеси багато раз залучали Букера з інших реальностей, щоб спробувати закрити коло. Щоб спинити Комстока, треба не допустити його народження, тому Елізабет повертає Букера назад у часі до баптиської церемонії, яку той відвідав в надії спокутувати гріхи які він скоїв на Вундед-Ні; вона пояснює, що у той час як Букер передумав, деякі Букери в інших всесвітах прийняли баптизм і взяли ім'я «Закарі Комсток». Пізніше, Комсток, проінформований про його зв'язки з Букером і безпліддя від надмірного використовування машини Лютеса, викрав Анну для забезпечення біологічного спадкоємця Колумбії. Букер, оточений версіями Елізабет з різних всесвітів, дозволяє їм утопити його, запобігаючи його баптиському виборі і існуванню Комстока. Одна за одною, Елізабет зникають, на останній сцена обривається.
У післятитровій сцені, Букер прокидається у своїй квартирі 8 жовтня 1893 року. Він гукає Анну і відкриває двері до її кімнати, після чого екран темніє.

## Розробка
BioShock Infinite була розроблена Irrational Games і видана 2K Games. Креативним директором і ведучий автором є Кен Левін. Irrational Games і Левін, який раніше розробив оригінальну BioShock, пропустили можливість роботи над продовженням BioShock 2 на користь нової гри серії з іншого обстановкою, Take-Two Interactive допомогла їм. Робота над Infinite почалася в лютому 2008, концепція гри сформувалася через шість місяців після випуску оригінальної BioShock. Під назвою «Проект Ікар», Irrational Games працювала в таємниці над Infinite протягом двох з половиною років до оголошення виходу 12 серпня 2010. Розробка гри зайняла близько п'яти років. Реліз був призначений на 19 лютого 2013. У Irrational Games над грою працювала команда з 200 чоловік, яка також отримувала суттєву допомогу від компанії 2K Australia, яка раніше була частиною Irrational Games.
На початкових етапах розвитку, Irrational Games розглядали кілька параметрів для гри, в тому числі повторне використання Вознесіння або установка сюжету в епоху Відродження, поки, нарешті, не було прийнято рішення про літаюче місто Колумбія. Рішення про створення гри в Колумбії виникло після того, як розробники і Левін прочитали науково-популярну книгу Еріка Ларсона «Диявол в білому місті», яка показує Колумбійську виставку в Чикаго у 1893. Період часу на зламі 20-го століття і історичні події, пов'язані з ним, наприклад, так ж виставка, надихнули такі аспекти гри, як місто в небі, а концепція американської винятковості пізніше надихнула сюжет гри і її настрій. У гру також включений вплив від пізніших подій, таких як руху «Occupy» у 2011, і декількох фільмів: «Синій оксамит» Девіда Лінча і «Сяйво» Стенлі Кубрика.
Центральне місце в грі займають відносини між персонажами Букера і Елізабет, його компаньйона. На відміну від Джека з BioShock і Суб'єкта Дельта з BioShock 2, обидва з яких були мовчазними героями, протагоніст BioShock Infinite Букер має власний голос. Елізабет, центральний елемент гри, була розроблена як символ, який може бути не тільки корисним помічником гравця, а й реальним партнером зі значним емоційним зв'язком. Розвиток Елізабет було натхненно персонажем Алікс Венс, яка була описана Левіном як центральний елемент і «емоційним рушієм» Half-Life 2. Для сюжету Левін застосував новий підхід шляхом залучення акторів для Букера і Елізабет, Троя Бейкера і Кортні Дрейпер, відповідно, в студію, щоб розвинути персонажів і допомогти удосконалити сюжет. Левін, однак, не забезпечував акторів повним знанням сюжету для того, щоб допомогти їм розвинути відносини своїх персонажів набагато більш природним чином.
BioShock Infinite працює на сильно модифікованому Unreal Engine 3, з доповненнями і змінами основного рушія. Irrational спочатку розглядала використання сильно модифікованого рушія Unreal Engine 2.5, який використовувався для першої BioShock, але він був визнаний недостатнім для їх бачення. За словами Левіна, Infinite була розроблена з нуля, нічого не було взято з попередніх ігор серії. З точки зору геймплею, Irrational створила вертикальні і відкриті простори Колумбії, щоб забезпечити більше можливостей для включення більшої кількості видів бою на відміну від закритих локацій Вознесіння з оригінальній BioShock. При підході часу випуску гри, багато матеріалів, такі як «Енергетики», механізми «розривів», зброя, локації, персонажі, вороги, були вирізані. Кажуть, що під час цього процесу було вирізано матеріалу, достатнього для п'яти або шести ігор. Кілька членів персоналу Irrational пішли в кінці розробки гри.
Левін заявив, що проблеми з продуктивністю попередніх ігор BioShock, з якими стикається Windows, були розглянуті Irrational в Infinite. Він також додав, що версія для Windows, яка випущена на Steamworks, не використовуватиме додаткове програмне забезпечення керування цифровими правами, як Games for Windows — Live або SecuROM. Версія для Windows випускається на трьох DVD для текстур більш високої роздільної здатності, які знаходяться за межами версії приставки, і підтримуються відеокартами, здатними працювати з DirectX 11 на додаток до DirectX 10, що дозволяє далі поліпшити графіку гри. Irrational також розглянула ще одне питання, з яким зіткнулися гравці в оригінальній BioShock. Воно полягало в тому, що версія Infinite для PlayStation 3 не була портована і розроблялася одночасно з версіями для Windows та Xbox. Крім того, версія для PlayStation 3 підтримує стереоскопічне 3D і контролер рухів PlayStation Move, а також включає в себе безкоштовну копію оригінальної BioShock в Північній Америці.
BioShock Infinite була випущена в усьому світі для платформ Microsoft Windows, PlayStation 3, Xbox 360, 26 березня 2013. Aspyr пізніше портувала Infinite на платформу OS X, яка була випущена 29 серпня 2013. Дві основні частини завантажуваного контенту були відокремлені від гри. Перша частина під назвою Clash in the Clouds являє собою безсюжетний бойовий режим на арені. Гравець стикається зі все більш складними хвилями ворогів на різних картах з основної гри. Це доповнення було випущено 30 липня 2013. Друга частина називається Burial at Sea, і її події відбуваються в Вознесінні. Ця частина пов'язує сюжет Infinite і оригінальної гри BioShock. Вона складається з двох епізодів, перший випущений 12 листопада 2013, а другий — 25 березня 2014 року. BioShock Infinite: Complete Edition, комплектація BioShock Infinite з Clash in the Clouds і Burial at Sea, була випущена 4 листопада 2014 року.

### Музика
Оригінальний саундтрек до гри написав Гаррі Шайман, котрий раніше написав обидва саундтреку до BioShock та BioShock 2. Кен Левін заявив, що саундтрек до Infinite відрізняється від двох попередніх ігор серії у том, що є «помірнішим» у «оркестровці і стилі». За словами Левіна, музика частково була натхненна саундтреком Джонні Ґрінвуда до фільму «Нафта», який послужив «хорошим» початком, а також саундтреком Пола Бакмастера до фільму «Дванадцять мавп».
Від самого початку розробки, Шайман вибрав повністю новий підхід до саундтреку Infinite через її відмінності з попередніми іграми серії. Він сказав, що в порівнянні з двома попередніми іграми, всесвіт Infinite і час подій були «зовсім іншими й унікальними у багатьох відношеннях», і що це є «більш конкретизованим в плані персонажів» з сюжетом з двома головними героями. Шайман зазначив, що він працював над музикою протягом тривалого періоду часу, і в зв'язку з тривалим і складним циклом розробки гри робота зайняла багато часу, щоб знайти правильний підхід до саундтреку. Після довгих експериментів Шайман виявив, що використання більш простої музики було кращим для гри, оскільки він відчував, що це узгоджується з простотою 1912 року. Проте, Шайман заявив, що він не обмежує себе музикою того часу і додав, що хоч і постанова гри у 1912 була дуже впливовою, але не визначальною. Він сказав: «Я не хочу імітувати популярну музику 1912 року, яка не особливо емоційна для наших вух в 2013». Спочатку використовуючи роботи з більш оркестровим підходом, Шайман пізніше почав використовувати невеликі струнні оркестри від трьох до десяти учасників, щоб скласти для гри відносно простий саундтрек. Шайман також називає Елізабет вирішальним фактором для музики, пояснивши, що «багато музики відноситься до неї, а також деяких з емоційних речей, які вона переживає». Він описав музику Infinite, як «більш емоційний саундтрек», адже він є про відносини між двома ключовими персонажами в грі, Букера і Елізабет.
Левін заявив, що вибрати ліцензійну музику для Infinite було набагато складніше в порівнянні з оригінальною BioShock. Він зазначив, що з оригінальною BioShock, події якої відбуваються в 1959 в середині 20-го століття, було легко придбати музичні твори представників епохи. Він сказав, що команда «мала величезну бібліотеку гарної музики, було з чого вибрати». Левін заявив, що події Infinite, однак, відбуваються в 1912 році на початку 20-го століття; музику того часу він описав як «жахливу» і « не надто приємну» для «сучасного вуха». Таким чином, команда розробників була готова «копати дійсно глибоко», щоб знайти більш задовільну музику під час роботи над Infinite. Левін зазначив, що він не був суворий з вибором музики і пісень. Він відчував, що найголовнішим щодо музики було те, «щоб люди відчували речі». Він додав, що вигаданий характер гри виправдав його і в гру «грається трохи швидше й вільніше», і гравець «[робить] речі трохи по-іншому» з музикою. Левін також заявив, що музика Infinite грає «дивну роль» в грі; що музика буде «зав'язуватися в макроісторію, в якійсь мірі», і що команда мала «багато маленьких історій», щоб розповісти про це.
Саундтрек BioShock Infinite, оригінальна музика і пісні, отримали численні нагороди. Гра завоювала нагороду «Найкраща пісня в грі» («Will the Circle Be Unbroken?» у виконанні акторів озвучавання Кортні Дрейпер і Троя Бейкера) і була номінована на премію VGX за найкращий саундтрек у 2013. Пізніше, гра виграла нагороду на 17-й церемонії D.I.C.E. за видатні досягнення в оригінальній музиці і перемогла в номінації «Найкраща музика в грі» на 3-й щорічної церемонії New York Videogame Critics Circle Awards. Гра також виграла «Song Collection» Національної академії торгівлі відеоіграми у 2013 і перемогла в номінації «Оригінальна музика» на 10-й церемонії Британської академії відеоігор. Гра завоювала три нагороди на 12-й щорічній Audio Network Guild Awards: музика року, найкращий оригінальний інструментальний трек («Lighter Than Air») і найкраще використання ліцензованої музики.

## Реліз

### Перед випуском
Через тиждень після оголошення, BioShock Infinite була показана на gamescom 2010, де вона отримала свої перші нагороди, вигравши «Найкраща гра виставки» і «Найкраща гра для Xbox 360» від IGN. Вона була номінована на «Найочікуванішу гру» на Spike Video Game Awards в 2010, але не виграла. Infinite була на дисплеї для відеоігор на Electronic Entertainment Expo в 2011 (E3 2011), де вона отримала багато нагород, вигравши більше 85, 39 з яких були у номінації «Найкраща гра виставки». Зокрема, на виставці E3 2011 гра виграла всі чотири номінації від Game Critics Awards за «Найкращу гру виставки», «Найкращу оригінальну гру», «Найкращу PC-гру» і «Найкращий екшн / пригодницьку гру». Infinite знову була номінована на «Саму очікувану гру» на Spike Video Game Awards в 2011 і 2012 роках. Гра також отримала дві послідовні номінації Golden Joystick Awards «One to Watch» в 2011 і 2012 роках.

## Оцінки й відгуки
| Агрегатор    | Оцінка                                 |
| ------------ | -------------------------------------- |
| GameRankings | (PS3) 96% (ПК) 93% (X360) 92%          |
| Metacritic   | (PS3) 94/100 (ПК) 94/100 (X360) 93/100 |

| Видання                            | Оцінка  |
| ---------------------------------- | ------- |
| Edge                               | 9/10    |
| Electronic Gaming Monthly          | 10/10   |
| Eurogamer                          | 10/10   |
| Game Informer                      | 10/10   |
| GameSpot                           | 9/10    |
| GamesRadar+                        | [ 131 ] |
| IGN                                | 9.5/10  |
| Joystiq                            | [ 133 ] |
| PlayStation Official Magazine — UK | 10/10   |
| Official Xbox Magazine (США)       | 9.5/10  |
| PC Gamer (Велика Британія)         | 91 %    |
| VideoGamer.com                     | 8/10    |

BioShock Infinite отримала визнання критиків після релізу. Рецензенти особливо хвалили сюжет, сетінг і візуальний артдизайн. Сайт GameRankings дав BioShock Infinite середній рейтинг 96 % на основі 17 оглядів для версії PlayStation 3, 93 % на основі 39 оглядів для версії PC і 92 % на основі 27 оглядів для версії Xbox 360. Metacritic дав грі оцінку 94/100 від 27 критиків для версії PlayStation 3, 94/100 від 68 критиків для версії PC і 93/100 від 33 критиків для версії Xbox 360. Гра на всіх трьох платформах відноситься до тих, що отримали «загальне визнання». Згідно з Metacritic, BioShock Infinite мала третій за місцем рейтинг відеоігор 2013 року на всіх платформах, тоді як вище знаходилися тільки Grand Theft Auto V і The Last of Us.
Критики зійшлися в тому, що BioShock Infinite — одна з найкращих ігор епохи сьомого покоління ігрових консолей, тоді як Райан Мак-Кефери з IGN похвалив гру і називав її «блискучим шутером, який підштовхує весь жанр вперед з інноваціями в сюжеті і геймплеї». Джо Джуба з Game Informer заявив, що Infinite знаходиться серед найкращих ігор, в які він коли-небудь грав, а Адам Долдж з PSU.com назвав її «одним з найкращих шутерів від першої особи, який був коли-небудь зроблений». Назвавши її «шедевром, який буде обговорюватися найближчі роки», Джоел Грегорі з PlayStation Official Magazine зробив висновок, що Infinite є найостаннішою грою, яка приєднається до освяченого ряду Half-Life, Deus Ex і BioShock як «апофеоз шутерів, керованих сюжетом». Навіть зазвичай їдкий критик Бен Крошоу з Zero Punctuation назвав Infinite найкращою грою 2013 року, заявивши, що він все ще думав про гру через місяці після того, як зіграв в неї.
Багато критики прихильно порівняли BioShock Infinite з оригінальною BioShock, а деякі навіть вирішили, що Infinite перевершила її. Даррен Френ з Entertainment Weekly заявив, що « якщо BioShock була „Хрещеним батьком“, то BioShock Infinite є „Апокаліпсисом сьогодні“». Адам Ковіц з Machinima.com назвав першу і третю частини серії «двома аналогічними, в той же чам окремими іграми, які можуть співіснувати і залишаються рівними за якістю».
Широке визнання було направлено стосовно сюжету, кілька критиків називають його одним з найкращих у відео-іграх. Сюжет був добре прийнятий, Джаред Ньюман з Time похвалив його здатність до оперативного коментаря і критики від гравців як істинної оцінки гри. Деякі критики, в тому числі Адам Сеслер з Rev3Games, також високо оцінив сюжет BioShock Infinite, зазначивши, що його здатність спритно обійти гравця і взаємодія привели до сюжету, який може працювати тільки в грі. Найбільше похвали отримав сюжетний поворот в кінці, кілька критиків передбачили, що він буде провокувати дискусію, і що це зроблено, щоб залишити глибоке враження на гравців, спонукаючи їх переграти гру. Вони також в цілому погодилися, що кінець Infinite вийшов краще, ніж в оригінальній BioShock. Критик Грегорі пояснив, що, на відміну від свого попередника, Infinite не втратив імпульс після виявлення сюжетного повороту. Деякі критики, які в цілому похвалили кінцівку, визнали, що вона страждає від сюжетних дірок і логічних ляпів. Edge назвав її «кінцівкою, що не має сенсу у всесвіті гри». З'явилося кілька статей, які намагалися пояснити кінцівку Several articles have since been released attempting to explain the game's ending..
Критики особливо відмітили місто Колумбія, як місце подій гри. Артур Гіс з Polygon заявив, що воно є «одною з найбільших переваг BioShock Infinite». Деякі критики оцінили Колумбію, як одне з найкращих місць подій у відеоіграх. Джим Стерлінг з Destructoid пояснивши, що, на відміну від BioShock 2, стосовно Infinite було прийняте мудре рішення у тому, щоб відмовитися від Вознесіння «задля всієї нової історії в повністю новій обстановці, вводячи нас в місті серед хмар, Колумбію». Візуальний дизайн міста також отримав схвалення, який був описаний як гарний і розкішний. Лукас Салліван з GamesRadar описав Infinite, як «одну з найбільш візуально захоплюючих ігор коли-небудь зроблених». Увага до деталей оточення також була добре сприйнята; критики були вражені тим, наскільки є різноманітним середовище гри, і як несхоже виглядають багато з різних областей Колумбії. Також їм сподобалося те, як гра спонукає їх досліджувати більше Колумбії, тоді як Джуба пояснив: «Неважливо те, чи дивитесь ви на частину пропаганди, слухаєте аудіо-журнал, або берете участь у жахливому розіграші, майже все те, з чим ви стикаєтесь, вносить свій вклад до вашого розуміння мінливого світу».
Роль Елізабет в геймплеї і сюжеті отримали широке схвалення. Її реалізація, як партнера зі штучним інтелектом для Букера, який управляється гравцем, була описана Салліван як «абсолютно геніальна». Кілька критиків сказали, що це основний аспект, який відрізняє Infinite від своїх попередників. Окремі похвали були дані не тільки за здатності Елізабет піклуватися про себе в бою, але і за активну допомогу гравцеві, знаходячи боєприпаси, аптечки і відкриваючи «розриви». Критики також зазначили, що Елізабет є не тільки бойовим партнером, а також компаньйоном, який викликає емоційну реакцію гравця. Том Брамвел з Eurogamer відчував, що гра «створює сімейний зв'язок» між Елізабет і Букер, а Салліван заявила, що вона відчувала себе «другом». Мак-Кефрі пояснив, що присутність Елізабет в грі передбачає мотивацію і емоційну глибину, те, чого, як він вважав, не вистачало в оригінальному BioShock. Edge назвали Елізабет «технічним тріумфом, найбільш подібним до АІ-компаньйону з Half-Life 2, Алікс Венс». Салліван говорить про те, що її «поведінка змушуює вас забути, що вона є персонажем відеоігри». Деякі критики також високо оцінили відносини і взаємодію Елізабет з Букером, вважаючи, що вони утворили ядро сюжету гри. Мікель Репараз з Official Xbox Magazine пояснив, що «взаємодія між Елізабет і Букер є серцем і душею, що робить BioShock Infinite незабутнім».
Озвучування персонажів Троєм Бейкером і Кортні Дрейпер було особливо схвалено за їх виступи в ролях Букера і Елізабет, відповідно . Звук та саундтрек також отримали позитивні відгуки. Джош Віртанен з Cheat Code Central заявив, що «з абсурдно талановитими акторами озвучки і вдалим, в той же час моторошним, вибором музики для створення настрою, ця гра звучить фантастично від початку до кінця».
Хоча бойової геймплей був в основному добре прийнятий і високо оцінені, це був найбільш поляризовані аспект гри. Том Хогінс з The Daily Telegraph зазначив, що «перестрілки далеко не найкращий компонент Infinite». Проте, критики висловили думку, що перестрілки ігри і стрілянина поліпшені в порівнянні з її попередниками. Розширене оточення гри було також добре сприйнято. Edge зазначив, що воно закликало гравця більше думати тактично і імпровізувати. Том Франциск з PC Gamer і Хогінс відчували, що в цілому бойова система Infinite була поліпшена в порівнянні з попередніми іграми BioShock, завдяки динамізму розширеного середовища. Додавання «Аеротрас» отримало особливу похвали від критиків. Салліван вважає, що "Аеротраси «повністю забезпечує новий досвід від FPS», а Грегорі назвав це «реальною зміною в грі». Критики також отримали задоволення від «Енергетиків», зброї та апгрейдів. Мак-Кефрі похвалив «безліч бойових варіантів».
На відміну від цього, геймплей був розкритикований деякими експертами як монотонний і нудний. Стівен Бернс з VideoGamer.com пояснював відсутність реального сенсу ескалації конфлікту в грі або дуже важких боїв з ворогами. Деякі з них також відзначили, що Infinite став звичайним шутером в порівнянні з рольової системою System Shock. Ньюман заявив, що «бої здаються занадто обмеженими в результаті». Були також скарги, що середня частина гри була забита недоліками геймплею. Критики висловили розчарування тим, що в грі є тільки два види зброї у гравця. Репараз сказав, що це, поряд з відсутністю дивовижних модернізацій, зробило Infinite менш винахідливою «бойової грою», яка не зовсім дотягує до високих стандартів BioShock. Критика також була спрямована на «бідні» смерті в бою. Були скарги, що це призвело до меншої складності гри.

### Продажі
У перший тиждень релізу, BioShock Infinite була найбільш продаваною грою в чарті «Топ-10 для ПК» в Steam. У Сполучених Штатах, BioShock Infinite була найбільш продаваною грою на консолі в березні 2013 року, з більш ніж 878 тис. проданих примірників; ці цифри не включають в себе цифрові продажу, такі як через Steam. Take Two повідомили в своєму звіті, що було продані 3.7 млн копій гри в роздріб за травень 2013, продажі перевищили 4 млн в кінці липня. Згідно з Take Two, було продані більше 6 млн копій гри станом на травень 2014 і 11 млн роком пізніше.
Протягом першого тижня продажів у Великій Британії, BioShock Infinite дебютувала як номер один з продажу комп'ютерних ігор і найбільш продаваною грою в усіх доступних форматах, посівши перше місце по Великій Британії з роздрібних продажів для ПК. У перший тиждень у Великій Британії, версія гри для Xbox 360 займала перше місце, версія для PlayStation 3 посіла друге місце, ПК-версія — дев'яте місце; 64 відсотки продажів були на Xbox 360, 31 відсоток на PlayStation 3, і 5 відсотків на ПК. 2 квітня 2013, гра перевищила продажі BioShock 2 і стала найбільш продаваною в франшизі. Під час другого тижня продажів гри у Великій Британії, незважаючи на падіння 75 %, BioShock Infinite була в чартах Великої Британії всіх форматів У третій тиждень, Infinite стала першою грою 2013 року, яка очолювала британські чарти протягом трьох тижнів поспіль.

### Нагороди
BioShock Infinite отримала численні нагороди і номінації в кінці року. Після її виходу в 2013, вона виграла нагороду «Гра року» від 42 публікацій, в тому числі Associated Press, CNN, Electronic Gaming Monthly, Entertainment Weekly, Forbes і Games. Гра також отримала приз за найкращий шутер року від кількох публікацій, в тому числі The Escapist, Game Informer, GameTrailers, Hardcore Gamer, IGN, Official Xbox Magazine і PlayStation Universe.
У 2013 році BioShock Infinite отримала нагороду за «Найкращий візуальний дизайн» на 31-й Golden Joystick Awards, а також отримала додаткові номінації на «Гру року», «Найкращий сюжет», «Студію року» (Irrational Games) і «Найкращий ігровий момент» (Hallelujah); Кен Левін також отримав перше «Lifetime Achievement Award» від Golden Joysticks за його досягнення в відео-іграх. На 5-й щорічній Inside Gaming Awards гра отримала дві нагороди за «Найкращу графіку» і «Найкращий сюжет», і також була номінована на «Гру року», «Найбільшу захоплюючу гру», «Найкращу озвучку», «Найкращий додатковий контент»(«Burial at Sea: Episode One») і «Вибір геймерів». На VGX у 2013 році, Infinite виграла три нагороди за «Найкращий шутер», «Найкращу пісню в грі» («Will the Circle Be Unbroken?») і «Персонажів року» (близнюки Лютес); вона отримала шість номінацій на додаткові «Гру року», «Студію року» (Irrational Games), «Найкращу гру для Xbox», «Найкращий голос актора» (Трой Бейкер), «Найкращий голос актриси» (Кортні Дрейпер) і «Найкращий саундтрек».
У 2014 році BioShock Infinite виграла дві нагороди на 17-й щорічній D.I.C.E. за «Гру року в стилі екшн» і «Видатні досягнення в оригінальній музиці» і була номінована на ще чотири нагороди: «Гру року», «Видатні досягнення в мистецтві», «Видатні досягнення в звуці» і «Видатні досягнення в сюжеті». Гра виграла в номінації за «Найкращу музику в грі» на 3-ій щорічній New York Videogame Critics Circle Awards і була номінована на ще чотири нагороди, в тому числі «Найкращу гру». У 2013, гра завоювала шість нагород від National Academy of Video Game Trade Reviewers і була номінована на ще шість, включаючи «Гру року». Вона також була номінована на «Видатну пригодницьку / екшн гру» на 18-ій церемонії нагородження премії «Супутник». Infinite виграла нагороду за «Оригінальну музику» на 10-й British Academy Games Awards і три номінації за «Художні досягнення», «Досягнення в звуці» і «Найкращий виконавець» (Кортні Дрейпер). Гра виграла обидві номінації на 14-й щорічній Game Developers Choice Awards: «Найкращий звук» і «Найкращі візуальні ефекти». Гра виграла три нагороди на 12-й щорічній Game Audio Network Guild Awards, в тому числі у номінації «Музика року» і була номінована на ще чотири, в тому числі «Звук року».
BioShock Infinite з'явилася в кількох списках «Топ ігор» у різних виданнях. У липні 2013, GamesRadar поставила сюжет гри на одинадцяте місце в своєму списку «Найкращих сюжетів відеоігор за всю історію». У вересні 2013, Official Xbox Magazine включив гру в свій список «Найкращих ігор для Xbox». У тому ж місяці, IGN розмістив Infinite під номером тридцять один в його списку «Топ-100 шутерів від першої особи», а в жовтні 2013 — в списку «Top 25 ігор для Xbox 360» під номером дванадцять. У жовтні 2013, WatchMojo.com розмістив сюжет Infinite під номером один в своєму списку «Top 10 ігор з відмінним сюжетом». У листопаді 2013, Eurogamer розмістив Infinite на двадцять п'яте місце в своєму списку «Top 50 ігор покоління», а Hardcore Gamer оцінив її дванадцятим місцем в своєму списку «Top 100 ігор покоління». У тому ж місяці, Complex помістив Infinite під номером двадцять у списку «Найкращих відеоігор нового покоління для Xbox 360», а PlayStation Universe поставив її під номером вісім в свій список «100 найкращих ігор покоління для PS3». У грудні 2013, PlayStation Official Magazine помістив Infinite на п'яте місце в своєму списку «Найкращих ігор для PS3 — Найкращі з покоління», і похвалив її сюжет, як «мабуть, найкращу описову частину цілого покоління».

## Теми
Шон Робертсон, головний дизайнер гри, заявив, що не дивлячись на кілька тем у грі, вони не виконують головну роль у сюжеті. Робертсон пояснив, що теми слугують фоном і побудовою «більш людської» та емоційно-резонансної історії про персонажів. Також, він сказав, що незважаючи на «оперний розмір» і «політичну нестабільність» на фоні, сюжет є про Букера і Елізабет.
Кен Левін, креативний директор гри, заявив, що гравці повинні робити власні висновки з гри та вирішити, «що є добре, а що погано». Він пояснив, що «Infinite має багато частин, відкритих для інтерпретації, і мета цього — це те, щоб ви змальовували власні теорії для них». Левін не надав остаточної відповіді щодо кінцівки гри, сказавши: «Що дійсно важливо — думка людей. Чому моя інтерпретація важливіше вашої?». Усвідомлюючи те, що теми Infinite залишили шанувальників у стані дебатів й розчарування, Левін все-таки був задоволеним неясністю гри, заявив, що це було його наміром, і порівняв інтерпретацію квантової механікі гри до одних з своїх улюбленних фільмів: «Космічна одіссея 2001 року», «Бійцівський клуб», «Майстер», «Перехрестя Міллера» і «Нафта». Роб Крослі з CVG, заявив: «Для [Левіна], багатосвітові інтерпретації [гри] є художнім засобом, саме тим, який дає його оповіді дещо унікальне для ігор, однак відоме у фільмах: інтерпретованість».
Левін ствердив, що головні послання у Infinite не є особистими або політичними, натомість наполягаючи на тому, що вони є історичними. У відповідь на обговорення людьми Колумбії «як надто расиського суспільства», він сказав, що гра не несе в собі якогось особливого зациклення на темі расизму, а його ігровий образ був «скоріше фактором часу». Расизм, який зображується в Колумбії, розглядався Левіном «більше як відображення расових відносин у Сполучених Штатах у 1912 році»; він пояснив, що гра «не особливо розглядає хороші та погані сторони расизму, а є просто відображенням часу і того, як [расизм] вплинув на ту епоху». Левін зазначив, що деякі історичні американські діячі, такі як батьки-засновники, Авраам Лінкольн і Теодор Рузвельт були «людьми свого часу», великими людьми, які все-таки були расистами через той час у яких вони жили. Таким чином, Левін вважав, що зображення націоналізму і расизму у грі було виправдано, кажучи, що не зображувати це було б «нечесно» і «дивно» для того періоду часу.
Окрім расизму, гра була інтерпретована як рішення політичних і соціальних проблем, а також вивчає такі теми, як постійні і змінні, американська винятковість, екстремізм, фундаменталізм, націоналізм, фанатизм, культизм, популізм, релігія, дихотомія, ідентичність, мультивсесвіт, фаталізм, вибір, наслідки, свобода волі, надія, ненависть до себе, заперечення, нове народження і спокута.
Отримала увагу ігрова тема «постійних і змінних», що в першу чергу торкається персонажів Роберта і Розалінд Лютесів, які показані як ключові фігури за Колумбією і рушії подій гри. В початковій сцені, вони просять Букера підкинути монету, яка падала орлом 122 разів за 122 кидків, про що свідчать кількість знаків на обох сторонах дошки Роберта. Це показує, що Лютеси залучили іншого Букера з такої ж кількості альтернативних реальностей для досягнення своїх цілей. Підкидання монети є «постійним» у кожному всесвіті і, отже, приречене завжди мати один результат. Ця сцена була порівнянна до таких робот, як «Сад розбіжних стежок» і «Розенкранц і Гільденстерн мертві», котрі мають схожі теми стосовно суб'єкту вибіру проти долі. Тема мультивсесвітів, зокрема, також проводити паралелі з тим, що, на відміну від попередніх ігор BioShock, в Infinite була лише одна кінцівка, незважаючи на внутрішньоігрову мораль рішення. Кріс Колір з Wired пояснив що, подібно до того, як всі альтернативні світи всередині історії мали свої подібні «постійні» і різні «змінні», гра може бути відтворена нескінченним числом способів, але деякі речі завжди будуть однаковими. Том Філліпс з Eurogamer погодився, інтерпретуючи фразу Елізабет як пояснення, що, як і подорожі Букера в різних світах, різні гравці матимуть різний досвід протягом всієї гри, але, тим не менше, все ж таки досягнуть однакового фіналу. Це привело деяких до ототожнення BioShock Infinite як метагри і мета-коментарія до всього процесу гравців, які роблять різні рішення у іграх.
Деякі критики зробили висновок, що Infinite є альтернативною версією попередніх ігор BioShock, порівнюючи їхні ігрові елементи, такі як головні герої, антагоністи, сетінг і сюжет. Тема альтернативних всесвітів і пояснення Елізабет: «Там завжди маяк, завжди є людина, завжди є місто», були названі підкріпленням до цього.

### Полеміка
Теми расизму, релігійності та ідеологічного суспільства Infinite викликали суперечки. Перед релізом, у різних оглядах «Засновників» і «Гласу народу», Левін і Irrational Games були піддані критиці різними групами; на демонстрації «Засновників», люди, які підтримували Рух Чаювання, в тому числі родичі Левіна, відчували, що гра негативно відображає цей рух; щодо «Гласу народу» Левін виявив, що деякі вебсайти написали, немов гра робить випад у сторону робітничого руху, а сайт Stormfront ствердив, що «єврей Кен Левін робить симулятор вбивства білих людей». Як і інші ігри BioShock, Левін вважав Infinite тестом Роршаха для багатьох людей, хоч це і викликає негативну реакцію в суспільстві, так як його бачення у розробці сюжету було «не піддаватися одній точці зору». Деякі з образів гри були використані в іронічній манері деякими консервативними групами. У 2013 році, «чаювальники» Національний фонд свободи, виклали пропагандистську фреску з гри, яка відстоювала расизм і ксенофобію «Засновників», на свою сторінку в Facebook; після того, як було виявлено джерело фрески, допис був видалений. Fox News Channel створив логотип, дуже схожий на логотип BioShock Infinite для сегмента, названого «Захищаючи батьківщину», що відноситься до імміграційного контролю.
Зображення Закарі Комстока як фанатика також було сприйнято за образу «геймерів з сильними релігійними віруваннями», а один член з групи розробників навіть погрожували піти через кінцівку гри, вважаючи, що вона має посилання: «Релігійність спонукає вас бути злими». Персона Комстока була змінена після розмови Левіна з цим розробником, котрий допоміг йому переглянути поняття прощення у Новому Заповіті і встановити, чому люди прийшли до того, щоб слідувати за Комстоком і зрозуміти екстатичний релігійний досвід. Левін не розглядав це як цензурування персонажа, вирішивши, що це представить сюжет якнайкраще для широкої аудиторії. Відомий випадок, коли гравець, який вважав себе «благочестивим вірянином», образився на примусове хрещення, яке Букер отримує перед входом в Колумбію, зажадав повернення грошей, бо не знав заздалегідь цього контенту в грі. Патрісія Ернандес з Kotaku вирішила, що сцена хрещення була «прекрасною» в контексті відеоігор як виду мистецтва, і сцена викликала численні відгуки в соціальних мережах. Сцени хрещення протягом всієї гри були також інтерпретовані деякими критика не як критика християнства чи релігії, а як представлення таких тем, як свобода, зло, відродження і спокута.

### Показ насильства
Показ насильства в Infinite викликав значні обговорення. Кріс Плант з Polygon висловив думку, що ступінь насильства в грі може відволікати гравців, які більше зацікавлені в темах сюжету. Він вирішив, що на відміну від фільмів, в яких насильство є частиною оповідання, Infinite не намагається раціоналізувати своє насильство, стверджуючи, що «масштаби забраних життів» і «холодна рентабельність в тому, щоб робити це» є «незвичним навіть для самих експлуатаційних фільмів». Кірк Хемілтон з Kotaku погодився, заявивши, що в той час як насильство є лейтмотивом відеоігор, «смішно, що насильство виділяється в такому рельєфі проти вдумливого сюжету гри і відмінного світу». Хемілтон визнав, що, швидше за все, було б важче продати Infinite на масовий ринок, якщо їй не вистачало б елементів шутера від першої особи, але все-таки зазначив, що насильницькі вбивства непотрібні для гри. Кліфф Блезінскі, творчий лідер Gears of War, яку він визнає як дуже насильницьку, погодився з цими почуттями, кажучи, що «насильство, насправді, відволікає від сюжету». Дін Такаші з VentureBeat відчув, що природа гри як шутера від першої особи обмежує її видовищність через надмірне насильство, яке властиве цьому жанру.
Рус Мак-Лафлін з VentureBeat заявив, що раптовий зріст насильства на карнавалі на початку гри було необхідним елементом, щоб показати, що «Колумбія не є досконалою. Вона негарна, ксенофобна і готова вибухнути». Мак-Лафлін також вважав повідомлення про надзвичайну природу актів насильства, що здійснює Букер, такими, що «не може бути ніякої моралі в екстремальних умовах». Джим Стерлінг з Destructoid сказав, що насильство в грі є виправданим, бо «BioShock Infinite — це гра про насильство». Він стверджував, що «хоча [Букер] відчуває провину за свої дії, він є жорсткою людиною по натурі, яка неминуче звертається до бійні, щоб вирішити свої проблеми» і «вся його історія є одним з заперечень». Стерлінг також зазначив, що «Колумбія — це підробка, обман, з атмосферою жаху на її поверхні». Він вважав, що ненасильницький варіант буде йти проти всього природного в самій грі: «Ті, хто просять ненасильницький BioShock Infinite, по суті, просять іншу гру. […] ще більшу гомогенізації в іграх. […] BioShock Infinite — не ваша гра, якщо ви хочете ненасильницького дослідження, тому що теми Infinite обертаються навколо насильства як основної концепції».
Левін захистив показ насильства, заявивши, що це є «частиною інструментарію оповідача». Він сказав, що мистецтвом треба було автентично повторити і відбити насильство. Пізніше, Левін пояснив: «Реакція на насильство [в BioShock Infinite] більше вражає людей, які впевнені в здатності сфері ігор виразити себе в більш різноманітній моді».